# Acacia atacorensis
Acacia atacorensis é uma espécie de leguminosa do gênero Acacia, pertencente à família Fabaceae.